# 初鳴き
初鳴き（はつなき）とは、特定の時期に鳴き声を発する鳥や昆虫などが、一年のうち初めて鳴くこと。
季節の移ろいを示すものとして、日本の気象庁の生物季節観測では、「うぐいす初鳴」（鶯は春告げ鳥とも呼ばれる）、「かっこう初鳴」、「あぶらぜみ初鳴」、「つくつくほうし初鳴」など初鳴日の観測がされていた。
日本では、意味が転じて、新人アナウンサーが初めてアナウンスすることを初鳴きと言う。（アナウンサー#関連用語）